# Școala Românească de Neurologie
Școala Românească de Neurologie reprezintă ansamblul neurologilor români sau originari din România, descendenți din primul nucleu al colaboratorilor lui Gheorghe Marinescu
în Clinica de Neurologie de la Spitalul Colentina din București. Se vorbește de aceea
pe drept despre Școala de Neurologie a lui Gheorghe Marinescu.
Primii colaboratori apropiați ai lui Gheorghe Marinescu au fost:
- Ion Minea (lucrări în domeniul neuroinfecțiilor)
- Anghel Radovici (cu care a descris Reflexul palmo-mentonier, autor al monografiei La syphilis nerveuse, 1928)
- Nicolae Ionescu-Sisești (care în 1938 i-a urmat la conducerea clinicii, autor al monografiilor Tumeurs médullaires 1929,  La Syringobulbie 1932 )
- State Drăgănescu (autor al cărții Lichidul cefalo-rahidian 1932 și al monografiei Encefalite virotice umane 1962, împreună cu Arcadiu Petrescu)
- Ion T. Niculescu (împreună cu Charles Foix a contribuit la cunoașterea profundă a nucleilor mezencefalo-diencefalici)
- Oskar Sager (devenit șef al clinicii după moartea lui N. Ionescu-Sisești în 1954, studii asupra fiziologiei talamusului împreună cu J. G. Dusser de Barenne)
- Arthur Kreindler (co-autor al monografiei Les Reflexes Conditionnelles 1935, autor al monografiilor Epilepsia 1955, Physiologie et Physiopathologie du cervelet 1958, împreună cu Mircea Steriade, Anatomo-fiziologia clinică a sistemului nervos central 1957,împreună cu Vlad Voiculescu)
- Emmerich Façon (lucrări de neurologie clinică, neuroinfecții)

După pensionarea lui Oskar Sager în 1966, noua conducere a clinicii de la Colentina, de formațiune sovietică, a îndepărtat treptat pe toți vechii colaboratori, astfel încât - pentru o lungă perioadă de timp - Școala lui Marinescu a încetat să mai existe, tocmai acolo unde luase ființă.
Punctul de greutate se schimbase de fapt în jurul lui Arthur Kreindler care, în dubla sa calitate de Director al Institului de Neurologie al Academiei și de șef al catedrei supra-
universitare de Neurologie a Institutului de Medicină și Farmacie din București, a reunit
în jurul său personalități valoroase ca State Drăgănescu, Theodor Horneț și Vlad Voiculescu. În cadrul catedrei au fost organizate cursuri de specializare și perfecționare în Neurologie, care au format medici specialiști neurologi răspândiți în toată țara. Aceștia datorează în special lui Vlad Voiculescu - mai târziu succesor al lui
Arthur Kreindler - pregătirea de specialitate la o înaltă calificare.
Temele principale de cercetare pe plan clinic le-au constituit Epilepsia, Bolile cerebro-vasculare, Encefalitele virale, Afazia iar în cercetarea de bază - mai ales în Institut - Stările de conștiință, Fiziologia talamusului, Reflexele condiționate.
De la orientarea ințială anatomo-clinică, neurologia românească a căpătat o tendință neurofiziologică, fiind abordate și alte teme moderne ca Neurochimia, Neurogenetica, Neuropsihologia.
Din generația imediat următoare trebuiesc menționați Ion Olteanu, Constantin Bălăceanu-Stolnici (pionier în domeniul Neurociberneticei), Arcadiu Petrescu (Neuropatologie), Aurel Mareș, Virgil Chivu și Ion Voinescu (Neurologie clinică).
Reprezentanți ai Școlii Românești de Neurologie care s-au afirmat în alte țări al lumii sunt:
- Mihai Ioan Botez (director al Clinicii de Neurologie în spitalul Hôtel Dieu al Universității din Montreal - Canada)
- Victor Ionășescu (profesor de Neurogenetică la Universitatea din Iowa - Statele Unite ale Americei)
- Ion N. Petrovici (profesor de Neurologie la Universitatea din Köln-Germania)
- Mircea Steriade   (director al Laboratorului de Neurofiziologie al Universității "Laval" din Québec)
- Jean-Jaques Askenasy (profesor de Neurologie la Facultatea de Medicină Sackler, Universitatea T.A. - Israel)

În ziua de 7 aprilie 2003 a avut loc la București o sesiune științifică închinată lui Gheorghe Marinescu sub egida Academiei Române. Cu acest prilej, reprezentanții din străinătate ai Școlii Românești de Neurologie au primit Diploma "Meritul Academic" a Academiei Române și li s-a conferit titlul de Membri de Onoare ai Academiei de Științe Medicale.
În prezent în România reprezentantul de frunte al Școlii lui Gheorghe Marinescu este Constantin Popa, șeful Clinicii de Neurologie al Universității "Carol Davilla" și director al Institutului de Boli Cerebrovasculare din București.